# ميلكوفتسي
ميلكوفتسي (بالبلغارية: Милковци)‏ قرية تقع إدارياً ضمن بلدية غابروفو ‏ في بلغاريا. ويبلغ عدد سكانها 36 نسمة حسب تعداد 15 مارس 2015. تعتمد ميلكوفتسي للبريد على الرمز البريدي 5345.